# Donizete Amorim
Anderson Leal de Amorim mais conhecido por Donizete Amorim (Belo Horizonte, 22 de janeiro de 1976), é um ex-futebolista brasileiro que atuava como volante.

## Carreira
O experiente jogador Donizete em sua carreira defendeu grandes clubes do futebol brasileiro: Vitória, Cruzeiro, Fluminense em 2000, Vila Nova , Paysandu Sport Clube e Juventude.

## Títulos
Cruzeiro
- Campeonato Mineiro: 1996
- Copa Libertadores: 1997[1][2]